# Bundesliga de 1988–89
A Primeira Divisão do Campeonato Alemão de Futebol da temporada 1988-1989, denominada oficialmente de Fußball-Bundesliga 1988-1989, foi a 26º edição da principal divisão do futebol alemão. O campeão foi o FC Bayern München que conquistou seu 11º título na história do Campeonato Alemão.

## Premiação
| 1. Fußball-Bundesliga 1988-1989        |
| Baviera                                |
| -------------------------------------- |
| FC BAYERN MÜNCHEN Campeão (11º título) |